# Gliadorfina
A gliadorfina (também conhecida como gluteomorfina) é um peptídeo opioide formado durante a digestão do componente gliadina da proteína do glúten. Geralmente é dividido em aminoácidos pelas enzimas da digestão. Foi levantada a hipótese de que crianças com autismo têm vazamento anormal do intestino desse composto. Isso é parcialmente a base da dieta sem glúten e sem caseína. Níveis anormalmente altos de gliadorfina foram encontrados na urina de crianças autistas através de testes de espectrometria de massa.